# Джемпер

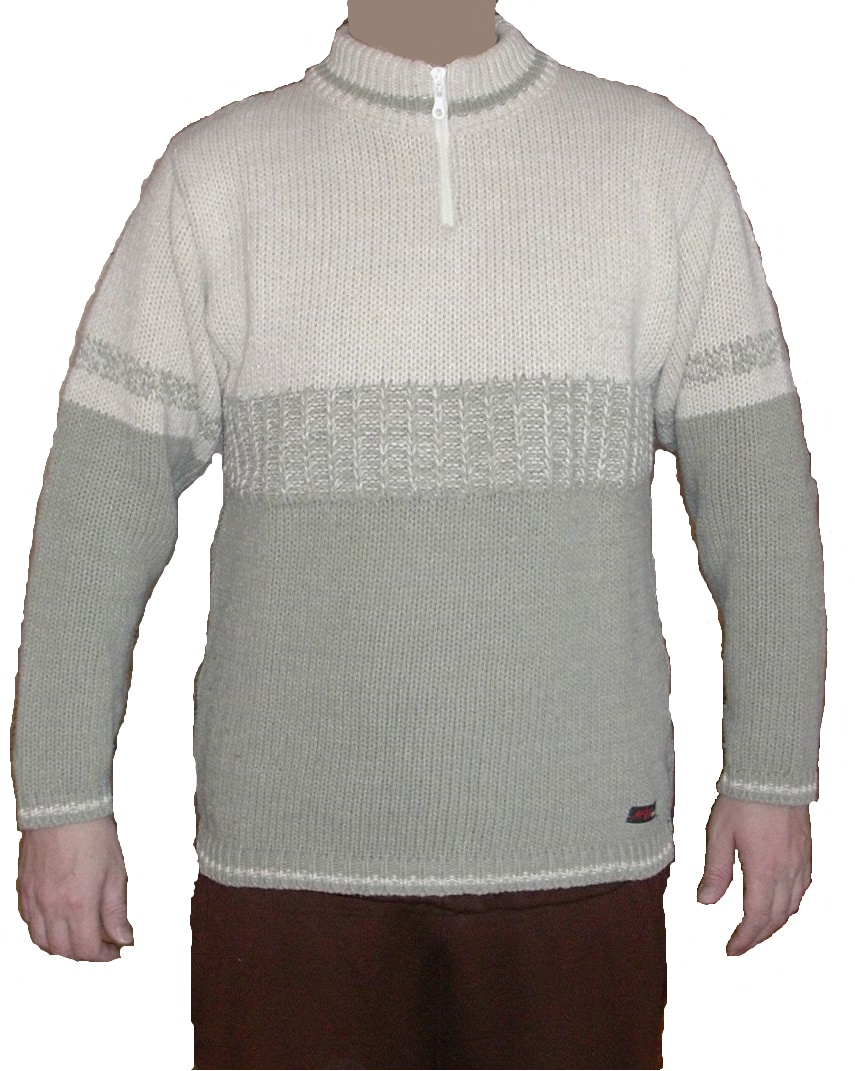
Джемпер

Джемпер (англ. jumper) — трикотажний плечовий одяг без застібок або із застібкою вгорі, що покриває тулуб і частково стегна, надівається через голову. Джемпер може мати і комір, але не будь-який. Джемпер з високим коміром навколо всієї шиї — це светр. Виріз горловини може мати будь-яку форму, довжину та об'єм.
Джемпер був спортивним атрибутом для легкоатлетів наприкінці XIX століття. До 20-х років XX століття його було прийнято вважати одягом для відпочинку. Після того, як Коко Шанель стала просувати трикотаж, джемпер закріпився в дамському гардеробі. Сама ж Коко часто комбінувала джемпер зі спідницею і кардиганом. З 50-х років джемпери стало модно носити серед учнів різних коледжів. У 50-ті роки XX століття джемпер почав мати великий попит як серед чоловіків, так і серед жінок, а потім і зовсім став частиною ділового стилю. Різновид джемпера — пуловер.